# 2014 OJ394
2014 OJ394 est un objet épars.

## Caractéristiques
2014 OJ394 mesure environ 400 kilomètres de diamètre, ce qui en fait un candidat au statut de planète naine.